# Amerykańska Karpato-Rusińska Diecezja
Amerykańska Karpato-Rusińska Diecezja – jedna z administratur Patriarchatu Konstantynopolitańskiego działających na terytorium Stanów Zjednoczonych i Kanady, zrzeszająca ok. 8500 wiernych. Utworzona w 1938 przez 37 parafii, które wystąpiły z Kościoła katolickiego bizantyjsko-rusińskiego w proteście przeciwko latynizacji jego struktur w Stanach Zjednoczonych. Pierwotnie była to struktura etnicznie rusińska, z czasem nabrała charakteru wielonarodowego.

## Historia
W lipcu 1935 r. 37 parafii katolickich obrządku bizantyjsko-rusińskiego w Stanach Zjednoczonych zdecydowało o wystąpieniu z Kościoła katolickiego z powodu wprowadzanych przez biskupów amerykańskich zmian obrzędowych zmierzających w stronę latynizacji obrządku wschodniego. W wymienionym momencie delegaci parafii spotkali się na soborze w Pittsburghu i zadeklarowali porzucenie unii kościelnej z Rzymem oraz przyjęcie prawosławia, następnie zaś zwrócili się do Patriarchatu Konstantynopolitańskiego z prośbą o założenie nowej diecezji, która zrzeszałaby rusińskie parafie w Stanach Zjednoczonych. Sobór wybrał ks. Orestesa Chornocka jako biskupa elekta mającej powstać diecezji. 19 września 1938 na mocy dekretu patriarchy Beniamina diecezja została powołana jako autonomiczna administratura. Dzień wcześniej ks. Chornock przyjął chirotonię biskupią. Od 1950 siedzibą zwierzchnika diecezji jest Johnstown, gdzie znajduje się jej świątynia katedralna – sobór Chrystusa Zbawiciela.
Według danych Association of Religion Data Archives w 1952 administratura dysponowała 58 parafiami, do których należało 75 tys. wiernych. W 1966 kierujący diecezją biskup Orestes otrzymał godność metropolity. Urząd zwierzchnika Amerykańskiej Karpato-Rusińskiej Diecezji sprawował do swojej śmierci w 1977. Jego następcą został dotychczasowy biskup pomocniczy Jan (Martin), który kierował diecezją do nagłej śmierci w 1984. W 1978 powstał pierwszy podległy diecezji klasztor – męski monaster Zwiastowania w Tuxedo. W latach 70. XX wieku liczba wiernych wzrosła do ponad 100 tys..
W 1985 nowym ordynariuszem Amerykańskiej Karpato-Rusińskiej Diecezji został Mikołaj (Smiszko). W okresie sprawowania przezeń urzędu diecezja w szczególności dążyła do pogłębienia relacji z prawosławnymi Rusinami żyjącymi w Europie. Od 1992 diecezja prowadzi program misyjny „Harvest 2000”, w ramach którego powołała swoje placówki misyjne w stanach Floryda, Georgia, Indiana, Illinois, Maryland, Karolina Północna, Wirginia oraz w prowincji Ontario w Kanadzie. W 1998 biskup Mikołaj otrzymał godność metropolity. W 2002 diecezja liczyła ponad 12 tys. wiernych. Urząd zwierzchnika diecezji metropolita Mikołaj piastował do śmierci na raka w 2011. Po jego śmierci patriarcha konstantynopolitański Bartłomiej powierzył funkcję locum tenens zwierzchnikowi Greckiej Prawosławnej Archidiecezji Ameryki arcybiskupowi Dymitrowi. W 2012 nowym zwierzchnikiem administratury został biskup nyski Grzegorz (Tatsis).

## Struktura
Amerykańska Karpato-Rusińska Diecezja dzieli się na czternaście dekanatów: Kanady, Chicago, Florydy, Johnstown, Środkowego Atlantyku, Nowej Anglii, New Jersey, Nowego Jorku, Pittsburgha, Pocono, Southern Tier, Tri-State, Waszyngtonu i Youngstown. Łącznie w ich ramach działa 81 parafii obsługiwanych przez 91 kapłanów i zrzeszających ok. 8500 wiernych. Pierwotnie diecezja była strukturą etnicznie rusińską, obecnie ma charakter wielonarodowościowy.